# (7387) Malbil
(7387) Malbil ist ein Asteroid des inneren Hauptgürtels. Er wurde am 30. Januar 1982 vom US-amerikanischen Astronomen Edward L. G. Bowell an der Anderson Mesa Station (IAU-Code 688) des Lowell-Observatoriums in Anderson Mesa im Coconino County in Arizona entdeckt.
Der Asteroid wurde nach dem US-amerikanischen Pianisten Malcolm Bilson (* 1935) benannt, dessen Interpretationen auf zeittypischen Instrumenten einen neuen Interpretationsansatz in einer Zeit darstellten, die vor allem durch das Spiel auf modernen Instrumenten geprägt war.